# Dorfkirche Segeletz

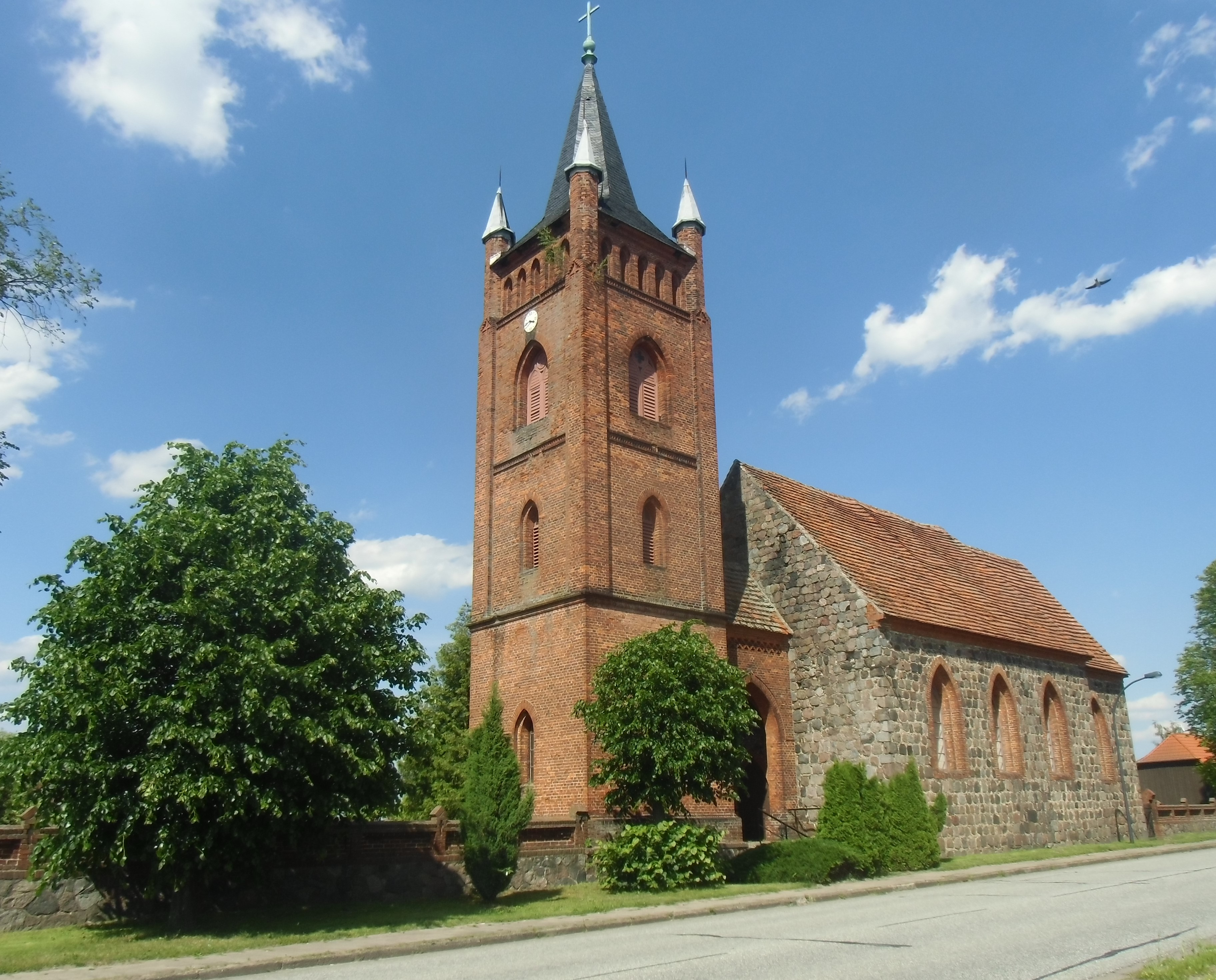
Dorfkirche Segeletz, Südwestansicht

Die Dorfkirche Segeletz ist ein Kirchengebäude im Ortsteil Segeletz der Gemeinde Wusterhausen/Dosse im Landkreis Ostprignitz-Ruppin des deutschen Bundeslandes Brandenburg. Sie gehört zum Pfarrsprengel Segeletz im Kirchenkreis Prignitz der Evangelischen Kirche Berlin-Brandenburg-schlesische Oberlausitz.

## Architektur
Die ursprüngliche Kirche war ein Saalbau aus Feldsteinquadern mit eingezogenem, annähernd quadratischem Chor aus der zweiten Hälfte des 13. Jahrhunderts. Bei einer umfassende Erneuerung um 1830 wurden neugotische Elemente bei Fenstern´und Portalen eingebracht. Außerdem wurde ein freistehender Westturm mit verbindender, offener Vorhalle aus Backstein errichtet. Im Ostgiebel finden sich drei große gestaffelte frühgotische Backsteinblenden.

## Innengestaltung
Der Innenraum ist flachgedeckt mit einem breiten, spitzbogigen Triumphbogen. Die neugotische Westempore trägt das Wappen der von Lüderitz. Die Kirche besitzt drei historische Glocken, welche im 13. Jahrhundert sowie 1668 und 1878 gegossen wurden.